# Эписодий
Эписодий (от греч. επεισοδιον   — вступающий)  в древнегреческом театре (трагедии и комедии) — речевая сцена между песнями хора. 
Эписодий мог включать в себя диалоги, монологи, написанные, как правило, ямбическим триметром, реже - трохеическим тетраметром. В трагедии обычно насчитывалось три-четыре эписодия. В комедии их число могло быть значительно больше. 